# Horda Blanca
L'Horda Blanca fou una de les gran subdivisions dels mongols després de Genguis Kan.
Segons l'historiador Rashid al-Din Hamadani (1247–1318), el fill gran de Genguis Kan, Jotxi, va tenir 14 fills; a la seva mort els 14 fills van heretar els seus dominis sota l'autoritat de Batu Khan, com a kan suprem, i d'Orda Khan, com a més gran dels fills (Batu no era el gran). Orda Khan amb els seus germans més petits, va formar la branca oriental de l'Horda d'Or o jòcida, mentre Batu Khan regia la part occidental (amb altres). Es van formar llavors diverses hordes que van rebre noms diferenciats: l'Horda Blanca (Ak Horda, en kazakh: Ақ Орда/Aq Orda; en tàtar: Ак Урда/Ak Urda), l'Horda Blava (Köke Horde) i l'Horda Grisa (coneguda a la història com els shibànides o shaybànides). De l'ulus de Jotxi es van formar les dues hordes, la Blanca o Horda de Batu (Batu Ulus i la Blava, una a occident i l'altra a Orient (però les fonts no coincideixen en quin color estava a un vent i quin a l'altra). Batu Khan va tenir capital a Sarai o Saransk al baix Volga i les seves terres occidentals es creu que eren l'Horda Blanca de l'Horda d'Or, mentre les orientals, administradores pel seu germà Ordu, eren l'Horda Blava de l'Horda d'Or.

## Confusió entre Horda Blava i Horda Blanca
En les fonts turques el blau s'assigna a la part oriental i, per tant, a l'ulus que va correspondre a Orda Khan. En canvi a la tradició persa el blau corresponia al costats oposat. S'ha fet molt de mal ús dels termes Horda Blanca i Horda Blava provocant gran confusió a les fonts modernes, de manera que avui dia els colors ja no és possible assignar-los a una o altra Horda, ja que hi ha fonts que donen el nom d'Horda Blava a la part oriental i altres a l'occidental, i el mateix passa a l'Horda Blanca.
Segons el Tarikh-i Dost Sultan escrit per Ötemish Hajji a Khivà a la meitat del segle xvi, l'ulus de Batu es coneixia oficialment com l'Horda Blanca; l'ulus d'Orda com l'Horda Blava; i l'ulus de Shiban com l'Horda Grisa.
Els llibres d'història d'autors notables deixaren de banda el nom del fill i successor d'Orda, Qun Quran, i altres que tot seguit el van succeir,
En cròniques russes, l'Horda Blava es descriu com la part oriental de l'Horda d'Or, que estava efectivament a l'est i que estava governada pels descendents d'Orda Khan. Després de la lluita de successió de la línia de Batu Khan durant els anys 1360, conegut com a època dels "grans problemes", l'autoritat de les dues parts de l'Horda d'Or (Horda Blanca) va passar a l'autoritat dels jòcides orientals (Horda Blava). Els cronistes russos situen l'Horda Blava a l'est del Volga i s'esmenta dues vegades: la primera vegada en la connexió amb els grans problemes que van culminar en l'accessió al tron de Toktamish ("tsar de l'Horda Blava"), i la segona amb la invasió de Tamerlà el 1395.
Segons un punt de vista menys popular i alternatiu basat en les fonts perses, l'Horda Blava, al contrari, correspon a la part occidental de l'ulus de Jotxi (dividit per tant en Horda Blanca a l'est i Horda Blava a l'oest) Aquesta opinió es basa en el sentit literal i la informació de la composició persa del segle xv “Muntakhab atm-tavarikh- namu" de Muin al-Din Natanzi (en la literatura contemporània encara esmentat com "l'autor anònim d'Iskandera"). Tanmateix, com mostren els estudis contemporanis, aquesta interpretació és ben segur incorrecta, ja que en la tradició persa els colors blaus i blancs indiquen els costats oposats en comparació amb la tradició dels turcs i els mongols.
Al Kazakhstan hi ha un tercer punt de vista, segons el qual la divisió en Horda Blanca i Horda Blava es refereix només a la part oriental de l'ulus de Jotxi. Consegüentment, l'Horda Blava s'entén com un feu de Shiban, un fill de Jochi, que dominava entre l'ala dreta de l'Horda d'Or i l'Horda d'Orda Khan (al territori del Kazakhstan occidental modern).
Aquí, seguint l'assignació més comuna, es dona el color blau a la part oriental, o ulus d'Orda (i el color blanc a la part occidental o ulus de Batu).

## Història
L'ulus de Joci (que després fou conegut com a Horda d'Or) l'havia heretat el fill gran de Genguis Kan, Joci, i estava formada pels territoris a l'oest del riu Irtish fins on arribessin els cavalls mongols; Joci va morir abans que el seu pare, el 1227 i el seu fill gran Orda, va rebre Sibèria occidental entre l'Amu Darya i l'Irtish, territori anomenat “ala oest de l'ulus de Joci” que després fou el territori de les Hordes Blava i Blanca; Batu Khan, l'altra fill, va rebre les terres a l'oest que estaven per conquerir; el 1235 el gran kan Ogedei va nomenar Batu comandant d'un exèrcit de 135.000 homes enviat contra els nòmades búlgars del Volga (musulmans) i els kipchaks; els búlgars tenien un pròsper estat amb capital a Bólgar (a la confluència entre el Volga i el Kama) dedicat al comerç de ramats i d'esclaus cap a Mawara al-Nahr a canvi de armes i objectes manufacturats. Els kipchaks eren una confederació de tribus turques al nord de la mar Càspia entre Sibèria i el Danubi. Bólgar fou destruïda i el país dels búlgars ocupat. Bachman, el cap dels kipchaks, va organitzar la resistència però fou derrotat i fet presoner després d'una persecució amunt i avall del Volga. Fou obligat a agenollar-se davant del kan vencedor però es va negar perquè era rei i no temia la mort. No pensava agenollar-se com un camell. Se'l va tallar en dos parts. Batu va arribar al riu Ural el 1237 i va entrar a Rússia devastant les viles que trobava fins a Moscou i Kíev aprofitant la divisió en múltiples principats. Les ciutats de Riazan i Kolomna foren saquejades i altres esborrades del mapa. Kíev va caure abans de Nadal de 1240, i les esglésies (romanes d'Orient) foren cremades i les relíquies destruïdes pel foc. El 1241 van entrar a Polònia, van derrotar la cavalleria feudal polonesa dirigits per Subedey Noyan (veterà general de Genguis). Cracòvia va caure el diumenge de Rams, A la batalla de Walstadt, els mongols altre cop van guanyar i van recollir 9 sacs amb les orelles dels derrotats polonesos; Silèsia fou devastada i llavors es van dirigir cap a Hongria que va caure a les seves mans després de catastròfiques pèrdues (65.000 homes) a la batalla de Mohi. L'emperador Frederic II del Sacre Imperi Romanogermànic va urgir a la cristiandat a reunir forces i el papa Gregori IX també va fer una crida (agost de 1241), que no va tenir resposta i va morir poc després. El 1242 les hordes mongoles estaven acampades fora de Neustadt al sud de Viena quan es va saber la mort del gran kan Ogodei (el desembre de 1241) que va salvar Europa. Els prínceps jòcides aliats als tuluïdes van disputar la successió als ogodeïdes i txagataïdes. Aquesta disputa va durar uns anys.
Del 1242 al 1254 Batu va fer construir el seu campament, Vella Sarai, a la riba oriental de l'Akhtuba, afluent del Volga, uns 105 km al nord-oest d'Astracan. L' ulus de Batu, inicialment unes modestes estepes al nord de la mar Càspia, s'havia ampliat incloent des de Nizni Novgorod i Voronez a Kiev i el Pruth; per l'est la Horda incloïa Coràsmia amb la ciutat de Urganj. Sarai era la capital i el país era anomenat com kanat de l'ala oest, si bé anacrònicament és conegut com a Horda d'Or (de fet aquest nom no es va generalitzar fins al segle xvi) probablement per les sedes brodades d'or que hi havia a les ribes del Volga quan van ser rebuts els prínceps russos que anaven a pagar el tribut; el groc o or era la marca del poder imperial i els genguiskhànides foren coneguts com la família d'or (o daurada). Les fronteres no van canviar pràcticament fins l'arribada de Timur. Per tant, Batu Khan va fundar efectivament l'Horda Blanca (només alguns seguidors de la tradició persa l'anomenen Horda Blava), després de la retirada d'Europa el 1242, i fou el fundador de Sarai al Volga Inferior (en data que es creu que propera al 1245). Les terres de la part oriental o ala esquerra foren administrades pel seu germà gran Orda Khan (Horda Blava, només en la tradició persa s'anomena Horda Blanca). Les dues parts en conjunt foren després conegudes com a Horda d'Or. Batu tenia la preeminència sobre el seu germà Orda.
Batu va tenir el control dels principats russos després de saquejar Wladimir el 1238 i Kíev el 1240 i forçar el pagament d'un tribut anual. El ulus de Batu es va estendre entre el riu Ural i la desembocadura del Danubi i els Carpats incloent com a tributaris als principats russos fins a Polònia, i al sud fins a Bulgària i pel Caucas fins a l'Azerbaidjan.
A la mort de Batu Khan el 1255 el va succeir el seu germà Berke Khan que es va fer musulmà i fou aliat dels soldans mamelucs i enemic dels Il-kans de Pèrsia que es van apropiar de l'Arran i Azerbaidjan. Berke va construir una nova capital coneguda com a Nova Sarai a la vora del mateix riu, a l'est de Volgograd. Es va permetre a genovesos i venecians establir colònies a Feodòssia i Tana a la boca del riu Don. Nova Sarai fou un centre de venda d'esclaus, sedes, espècies, sal, moresc, vi i formatge.
Des dels anys 1280 fins al 1299, l'Horda Blanca va estar sota el control de dos virtuals sobirans, el kan legítim i Nogai Khan, un príncep, senyor de la guerra i creador de reis, aliat amb l'Imperi Romà d'Orient que envaïa països de la frontera amb l'Horda Blava i els Balcans. La preeminència de Nogai es va acabar quan es va imposar Tuktu Khan, i l'Horda Blanca arribava a l'àpex del seu poder i prosperitat durant els regnats d'Uzbeg Khan i el seu fill Janibeg al mig del segle xiv, quan va intervenir en els afers de l'Il-kanat que es va desintegrar a partir del 1335.
Sota Uzbeg Khan (1313-1341) Nova Sarai va esdevenir capital. El 1339 Uzbeg va rebre del Papa un superb cavall de guerra del Papat d'Avinyó en agraïment per la protecció de les comunitats cristianes. Sarai fou descrita per Ibn Batuta en els anys 1330 amb barris poblats de kiptchaks, circassians, russos, grecs i per suposat mongols; comptava amb 13 catedrals i moltes mesquites, mercats i carrers amples; es tardava un dia travessar la ciutat de punta a punta. Uzbeg va tenir com a successor al seu fill Janibeg (+1357) en el regnat del qual la Pesta Negra va causar estralls. La lluita pel tron que va seguir (Berdibeg va matar als seus germans) i l'extinció de la casa de Batu (1359) va marcar el inici de la decadència al mateix temps que el ascens dels prínceps russos. Entre 1360 i 1380 catorze kans van governar.
L'Horda Blanca romangué forta des de la seva fundació (al voltant de 1240) fins vers 1360. Els problemes a l'oest de l'horda conduïren finalment a la pèrdua de Valàquia, Dobrudja, Moldàvia i la Ucraïna occidental i l'oest dels principats vassalls de Kíev, que perdia aquelles terres en favor de Lituània (després de ser derrotat pel seu exèrcit en la batalla d'Aigües Blaves el 1362), i Polònia. La mort de Jani Beg va portar a l'Horda Blanca a una guerra civil prolongada, amb kans concurrents que lluitaven l'un amb l'altre i que no tenien cap poder real. Caps tribals locals van prendre el poder, destacant Mamai, establert a Crimea, que va dominar el kanat sota kans nominals. Mamai esdevingué el creador dels reis a l'Horda. En aquest temps Moscòvia es va emancipar del domini dels mongols (com a mínim fins al començament del segle XV). El kanat de l'ala oest, anava perdent embranzida i territoris: Coràsmia fou ocupada (vers el 1350) per la dinastia Sufi de la tribu dels kungrats, la vinculació de la qual amb la Horda occidental fou nominal; després de 1372 la dinastia de Coràsmia va quedat sotmesa a Timur. Urus Khan va esdevenir independent al front de la Horda Blava (al nord de la mar d'Aral) i després va aconseguir reunir els seus dominis amb el de l'Horda Blanca a l'oest, recreant el kanat occidental aviat començarà a ser anomenat Horda d'Or.
Vers el 1375 la Horda Blanca gaudia no obstant encara de força poder. Estaven dividits en els kiptxaks (els homes del desert), kankalis, kazakhs, kirguisos, mordves, búlgars i alans (a part dels gitanos, els genovesos mercaders i alguns armenis) i per suposat els russos, els principats dels quals eren governats des de la distància. Les capitals eren Vella Sarai al Volga i Astracan. Els prínceps russos portaven allí el tribut i els mongols només entraven als principats quan el tribut fallava. L'equilibri polític de l'Europa de l'Est estava a les seves mans i no feia gaire que havien atacat al cor de Polònia, sota un kan que s'havia casat amb la filla d'un emperador grec; a la seva cort a Sarai anaven els agents dels venecians i genovesos que havien establert factories comercials a tot el seu territori. L'únic contrapès del seu poder era Dmitri, el gran príncep de Moscou que havia reclutat una host de 150.000 russos, boiars i guerrers. Al riu Don va distribuir els seus contingents contra Mamai, el poder real del kanat, i el va derrotar. Un dia gloriós pels russos, però aviat va acabar.
A la Xina va esclatar una rebel·lió contra la dinastia mongola dels Yuan. L'exèrcit d'insurrectes es feia més gran cada dia, i cap al 1368 es va convertir en una força irresistible, capturant Pequín i expulsant els mongols cap al nord de la Xina. L'emperador Sun Ti va marxar a l'exili. El mateix any que va caure la capital de l'imperi, el simple camperol Chu Yuan-chang, gaudint del seu poderós impuls, va canviar el seu nom i es va proclamar com a emperador Tai Tsu, fundant la dinastia Ming. Durant trenta anys va governar absolutament, restablint l'ordre a l'imperi, desenvolupant polítiques agrícoles encertades i executant aquells que s'oposaven a les seves reformes. El sistema polític i jurídic xinès, desarrelat pels mongols, fou retornat, tot i que adaptat a les necessitats d'aquest emperador comandant. Els membres de la família reial van ser designats per governar les ciutats més riques i estratègiques de l'imperi, on es van construir palaus, van reunir exèrcits i, amb el temps, inevitablement van alletar ambicions pròpies. Amb la pujada de la dinastía Ming, de carácter nacional, va deixar d'haver-hi un gran kan amb autoritat (força nominal) sobre tots els mongols.
El poder d'Urus Khan sobre les dues hordes podia ser una amenaça per Timur/Tamerlà i per això aquest va donar suport a Toktamish en contra d'Urus Khan. No fou fins a la consolidació del poder de Toktamish que els kans concurrents foren apartats i l'Horda Blanca i l'Horda Blava quedaven reunides vers el 1380.